# پولیگون
پولیگون (روسی: НПП "Полигон") شرکت تجهیزات مخابراتی روس است، که در سال ۱۹۸۸ تأسیس شد.